# 伊藤茂樹
伊藤 茂樹（いとう しげき、1965年9月1日 - ）は、日本の防衛官僚。
東北防衛局長を務めていた2019年6月に、秋田市で開かれたイージス・アショア配備に関する住民説明会に出席した。

## 人物
三重県いなべ市出身。三重県立桑名高等学校を経て、一橋大学法学部卒業。

## 略歴
出典:
- 1990年：防衛庁入庁　教育訓練局訓練課
- 2000年：外務省在ロシア日本国大使館 一等書記官（2003年6月まで）
- 2008年：防衛省運用企画局事態対処課国民保護・災害対策室長兼事態対処研究室長
- 2009年：北海道防衛局企画部長
- 2010年：大臣官房秘書課付
- 2011年：運用企画局運用支援課訓練企画室長
- 2012年：大臣官房広報課長
- 2013年：内閣官房内閣参事官（国家安全保障局）
- 2015年：内閣官房内閣参事官（内閣官房副長官補付）兼 内閣総務官室
- 2016年：兼 内閣サイバーセキュリティーセンター
- 2018年：防衛省東北防衛局長
- 2019年：大臣官房報道官 兼人事教育局付、統合幕僚監部付
- 2020年：内閣府国際平和協力本部事務局次長
- 2022年：外務省大臣官房審議官（総合外交政策局軍縮不拡散・科学部担当）（大使）
- 2023年：内閣官房内閣審議官（併）内閣府遺棄化学兵器処理担当室長